# Invisibile unicorno rosa

L'Invisibile Unicorno Rosa

L'invisibile unicorno rosa è la divinità di una religione satirica o parodistica diretta contro le credenze teistiche; ha le sembianze di un unicorno paradossalmente invisibile e rosa allo stesso tempo.
Si è trasformata in un fenomeno popolare soprattutto sui siti web e nei forum dedicati all'ateismo, a scopo di divertimento ma anche di critica o satira contro le posizioni teistiche.
L'invisibile unicorno rosa, infatti, è spesso utilizzato per sottolineare le contraddizioni presenti tra alcune delle proprietà attribuite a un dio o le difficoltà nel rifiutare le confessioni di fede nei fenomeni fuori della portata della percezione umana, rimpiazzando ad esempio la parola "dio" in qualsiasi frase teistica con "invisibile unicorno rosa".
Una citazione dalle FAQ di alt.atheism spiega il significato di quest'uso:

## Storia
Si suppone che l'invisibile unicorno rosa sia originariamente diventato famoso attraverso la cultura on-line. I primi riferimenti scritti risalgono al periodo 1990 - 1992, sul gruppo di discussione Usenet alt.atheism. Altri riferiscono di averne sentito parlare già prima delle prime citazioni nel newsgroup, la prima menzione documentata risale tuttavia al 17 luglio 1990. In aggiunta ad alt.atheism, dove era spesso citato nelle discussioni, ci sono ora un gran numero di siti web ad esso dedicati.
Il concetto venne poi sviluppato tra il 1994 e il 1995 su una BBS da un gruppo di studenti universitari, che crearono un manifesto dettagliato su una religione nonsense, ma al suo interno coerente, basata su una moltitudine di invisibili unicorni rosa.
È da questo documento che si è originata la più famosa citazione riguardante l'invisibile unicorno rosa:
(Steve Eley)
Eley incluse nel manifesto anche nozioni fantasiose, ad esempio l'amore dell'IUR per il pane all'uva passa, come metafora per l'universo in espansione; oppure il legame dell'IUR con la sparizione dei calzini. Eley si autonominò "Promotore in capo e portavoce" della religione; sostenne che l'autore del testo sacro fosse il vero detentore del potere religioso, senza rischio di venire martirizzato. A sua volta nominò una serie di alti sacerdoti e sacerdotesse destinati a succedergli. La prima di questi, Natalie Overstreet, rese celebre la citazione riportata qui sopra utilizzandola come firma per i suoi messaggi su Usenet.
Nel 1996 un concetto simile - un unicorno che nessuno può vedere - fu adottato come metodo d'insegnamento presso il Camp Quest, il primo campo estivo di libero pensiero per ragazzi negli USA. Come riferito il 21 luglio 2006 dal Cincinnati Enquirer "i campeggiatori dovevano provare a dimostrare che gli unicorni immaginari - come metafora di dio - non esistono".
Richard Dawkins cita l'invisibile unicorno rosa nel suo libro del 2006 The God Delusion:
(Richard Dawkins)
Nel 2011 un gruppo di artisti e attivisti ha organizzato a Roma la prima apparizione italiana dell'Invisibile Unicorno Rosa.

## Dogma
È abbastanza comune, quando si discute dell'invisibile unicorno rosa, affermare che, poiché esso è invisibile, nessuno può provare che non esista. Questa è una parodia di simili pretese teistiche riguardanti Dio, ad esempio: "poiché Dio è onnipresente, l'inabilità a scovarlo non riduce la sua credibilità". L'invisibile unicorno rosa è una dimostrazione parodistica dell'assurdità dell'assunzione che l'assenza di prove sia essa stessa prova della natura della divinità; secondo tale logica infatti l'Unicorno sarebbe una divinità "teoricamente" credibile, benché la forma assegnatagli sia assolutamente arbitraria e non ci sia nessuna pretesa di rivelazione, contrariamente a quanto affermato dalle religioni che deride.
I due attributi dell'unicorno - l'invisibilità ed il colore - sono incoerenti e contraddittori (questo fa parte della satira). Il paradosso di qualcosa che sia invisibile e possegga contemporaneamente delle caratteristiche visibili (come il colore) si rispecchia nella mitologia di alcune culture dell'Asia orientale, secondo la quale un "filo rosso invisibile" collega tra loro persone che condividono lo stesso destino.
L'invisibile unicorno rosa e concetti simili sono stati utilizzati in passato come metodo d'insegnamento. Nella dissertazione The Dragon in my Garage contenuta nel libro Il mondo infestato dai dèmoni - La scienza e il nuovo oscurantismo, Carl Sagan usa l'esempio di un drago invisibile (e che sputa fuoco privo di calore), che qualcuno ritiene di avere nel proprio garage.
Il supposto drago non può essere visto o percepito in alcun modo e non lascia impronte: non abbiamo ragioni per credere che questo drago esista. Tutto questo solleva una domanda: come possono affermare i sostenitori della sua esistenza che questo essere, invece che un drago, non sia ad esempio un gatto? Per lo stesso motivo, come possiamo sapere che l'unicorno sia rosa e invisibile e con un solo corno, invece che tre o nessuno? Questa osservazione è suggerita dal titolo di un libro di Judith Hayes: In God We Trust: But Which One? (Crediamo in Dio: ma quale?) ("In God We Trust" è il motto stampato sulla banconota del dollaro statunitense).

### Ostrica viola
Proprio come nelle religioni abramitiche, dove è presente il diavolo, anche l'invisibile unicorno rosa ha il suo opposto nell'ostrica viola.
(The Revelation of St. Bryce the Long-Winded (parziale), Capitolo primo, vv. 9 - 11)
La "leggenda" vuole che l'ostrica viola (conosciuta anche come ostrica viola del giudizio) fosse inizialmente una "favorita" dell'invisibile unicorno rosa, scacciata poi dai Suoi Pascoli a causa del Grande Peccato: aver tentato di convincere i seguaci che l'Unicorno preferisce la pizza con funghi e salame piccante all'ananas e prosciutto.

## Iconografia
Le rappresentazioni dell'Invisibile Unicorno Rosa mostrano un unicorno rosa in dissolvenza, o semplicemente nulla.